# شافشتدت
شافشتدت (به آلمانی: Schafstedt) یک شهر در آلمان است که در دیمارشن واقع شده‌است. شافشتدت ۱٬۳۶۴ نفر جمعیت دارد.